# El Piélago
El Piélago, é um sítio natural de 6 hectares, declarado Monumento Natural pela Junta de Andaluzia (1 de outubro de 2003) e que se situa entre os municípios de Vilches e Linares.

## Descrição
Trata-se de uma paisagem de rochas graníticas, pelo qual passa o rio Guarrizas, em duas espetaculares cascatas, salvando desta forma a chamada Falha de Linares. É rodeado por um bosque de oliveiras, com presença de freixos, e possui uma interessante fauna avícola: Milhafre-preto, Alvéola, Garça Real, Pato-real, etc.
Em sua área, se inclui a Ponte de Vadollano, ponte romana do Século III a.C.., que está declarado como Bem de Interesse Cultural. Seu acesso se dá pela estrada A-312 que liga os municípios de Linares a Arquillos, à altura do quilômetro 9.

## Ligações Externas
- Monumento Natural El Piélago em Vilches